# История моей жены
«История моей жены» (англ. The Story of My Wife) — драматический художественный фильм, снятый Ильдико Эньеди на основе одноимённой новеллы Милана Фюшта. В главных ролях: Леа Сейду, Гейс Набер, Луи Гаррель, Йозеф Хадер, Серджо Рубини и Жасмин Тринка. Премьера картины состоялась 14 июля 2021 года на Каннском кинофестивале.

## В ролях
- Леа Сейду — Лиззи
- Гейс Набер — Якоб Штёрр
- Луи Гаррель — Дедин
- Йозеф Хадер — Блюме
- Серджо Рубини — Кодор
- Жасмин Тринка — Виола

## Производство
В феврале 2018 года стало известно, что Леа Сейду присоединилась к актёрскому составу фильма, а Ильдико Эньеди выступит режиссёром по собственному сценарию. В апреле 2019 года стало известно, что Гейс Набер, Луи Гаррель, Йозеф Хадер, Серджо Рубини и Жасмин Тринка присоединились к актёрскому составу фильма.
Съёмки начались 8 апреля в Гамбурге, Будапеште и на Мальте. Премьера картины состоялась 14 июля 2021 года на Каннском кинофестивале.